# Hnumhotep (vezír)

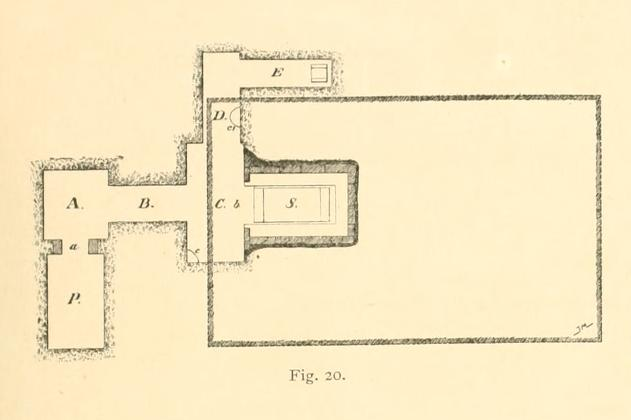
Hnumhotep dahsúri sírjának alaprajza

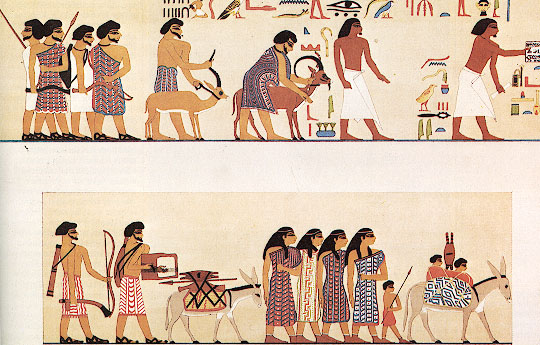
Hnumhotep fogadja az ázsiaiakat. Ábrázolás apja sírjában

Hnumhotep (ḫnmw-ḥtp, „Hnum elégedett”)  ókori egyiptomi vezír volt a XII. dinasztia idején, III. Szenuszert uralkodása alatt.
Apja II. Hnumhotep, Ma-hedzs nomosz kormányzója, Menat Hufu polgármestere, aki Beni Hasszán-i sziklasírjából, a BH3-as sírból ismert. Hnumhotep vezírt III. Hnumhotep néven is ismerik. Apja, II. Hnumhotep sírjában említik, „a király egyetlen barátja” címet viseli, egy jelenetben egy csapat ázsiait fogad. Fiatalon, még II. Szenuszert uralkodása alatt került a királyi udvarba; a király megbízásából járt a Vörös-tengernél és Bübloszban is. III. Szenuszert uralkodása alatt nevezték ki fő háznaggyá, majd vezírré.
Hnumhotep vezír apja sírjának feliratai mellett ismert saját dahsúri masztabasírjából, valamint egy, a Vörös-tengernél talált sztéléről, amely II. Szenuszert első évében készült, ezen expedícióvezetőként és az isten pecsétőreként említik, és beszámol arról, hogy emlékművet emelt „az istenek földjén”. Dahsúri sírja a III. Szenuszert piramisához tartozó nekropoliszban található. Elsőként Jacques de Morgan tárta fel 1894 körül; az itt talált maradványokból úgy ítélte meg, Hnumhotep a hatvanas évei elején járt halálakor. A masztaba tömör vályogtéglaépület, belső helyiségek nélkül, külső mészkőborítással. Külsejét palotahomlokzat díszíti és rossz állapotú életrajzi maradványai láthatóak rajta. A 2001-ben Dieter Arnold vezetésével folytatott újabb ásatások során további töredékekre találtak ebből az életrajzból, és ezek segítségével további részletekre derítettek fényt a vezír életéből. A feliratok többek közt beszámolnak a bübloszi és az ullazai (Büblosztól kb. 50 km-re északra fekvő város) expedícióról is.
A sír területe kb. 40 m², ami viszonylag kicsinek számít a környező vezírsírok nagyjából 150 m²-es alapterülete mellett; ez, valamint a sírban említett címei arra utalnak, hogy Hnumhotep pályája elején járt még, amikor megrendelte a sír építését, és csak élete vége felé lett vezír, amikor már nem volt ideje újonnan elért magas rangjának megfelelő sírt építeni. A masztaba előtt obeliszk áll, melynek minden oldalán legalább hat oszlop szöveg olvasható.

## Fordítás
- Ez a szócikk részben vagy egészben  a   Khnumhotep III című angol Wikipédia-szócikk ezen változatának fordításán alapul.  Az eredeti cikk szerkesztőit annak laptörténete sorolja fel. Ez a jelzés csupán a megfogalmazás eredetét és a szerzői jogokat jelzi, nem szolgál a cikkben szereplő információk forrásmegjelöléseként.